# Gustave est médium
Gustave est médium és una pel·lícula muda francesa dirigida per Louis Feuillade i estrenada el 6 de gener de 1922.

## Sinopsi
Gustave es queda adormit a la feina i és acomiadat. Quan va a casa la seva tia Rose per donar-li la mala notícia, troba que a casa estan fent una sessió d'espiritisme i que l'esperit manifesta que el mèdium a la casa és Gustave. Tot i que no s'ho creu, allà on ell va es mouen els mobles, fins que descobreix com pot controlar aquest poder.

## Repartiment

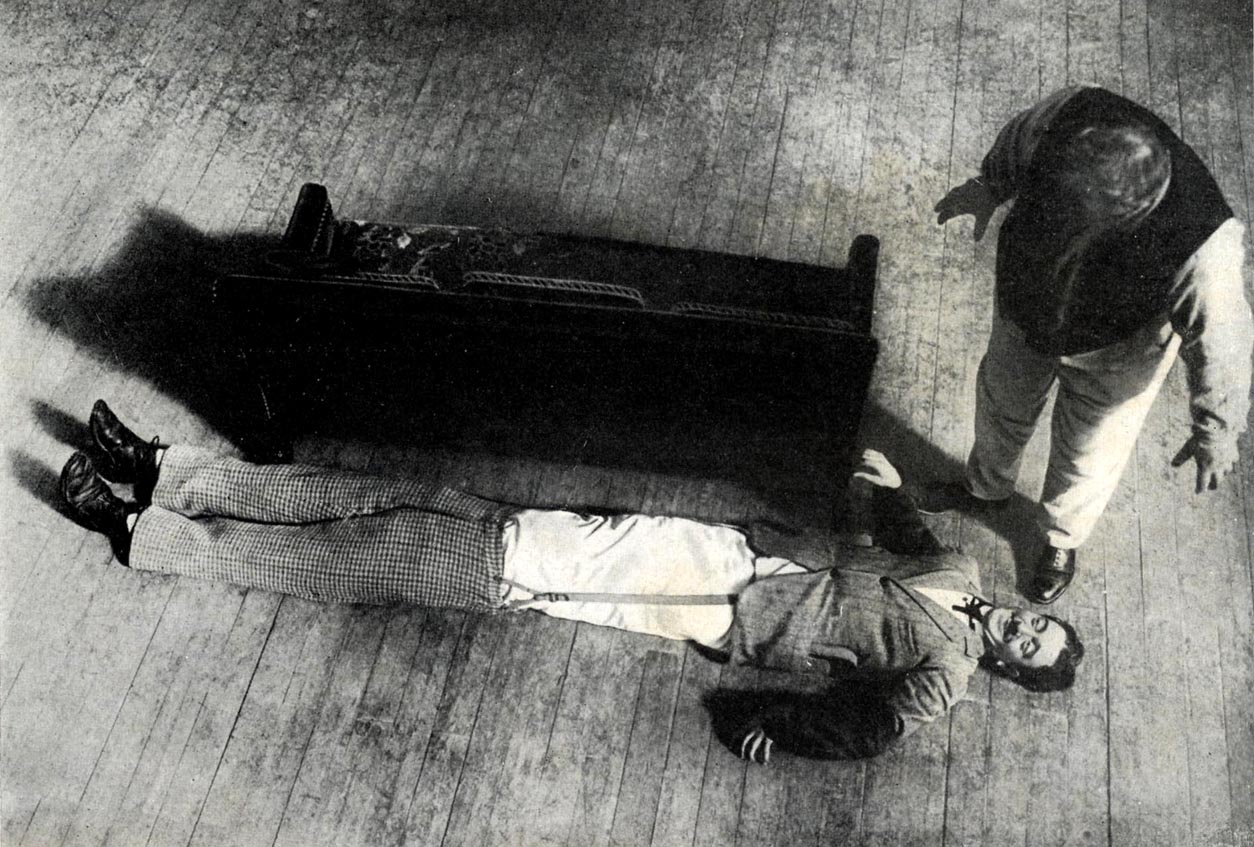
Georges Biscot en el paper de Gustave.

- Georges Biscot : Gustave
- Édouard Mathé
- Blanche Montel
- Henri-Amédée Charpentier
- Jeanne Rollette